# Facultad Regional Delta
La Facultad Regional Delta (FRD) es una de las facultades regionales pertenecientes a la Universidad Tecnológica Nacional, fundada en el año 1972, alcanzando el rango de facultad en el año 1983. Se encuentra emplazada en la calle San Martín 1171 de la ciudad de Campana, provincia de Buenos Aires, en uno de los polos industriales más importantes de la Argentina.

## Visión
Ser modelo de calidad académica en la enseñanza de la Ingeniería y de excelente práctica de la investigación y la vinculación en la región.

## Misión
"Formar profesionales para los máximos niveles del ejercicio de la ingeniería, la conducción organizacional, el perfeccionamiento autónomo y el liderazgo en nuevos emprendimientos, atendiendo a las necesidades regionales, nacionales e internacionales a través del ejercicio crítico de la docencia, la investigación y la extensión".

## Historia
En las ciudades de Zárate y Campana, hacia 1967 y como consecuencia de la creciente radicación de industrias, complejas y modernas, aumentan las posibilidades de empleo fabril y se crea un mercado propicio para la instalación de pequeñas empresas, proveedoras de aquellas.
En este contexto, se inician las primeras gestiones para la instalación de una casa de estudios superiores en la región, con el propósito de responder a la demanda de formación técnica requerida.
Las fuerzas vivas de la zona, a través del Club de Leones de Campana, se hacen eco de dicha demanda. En ella confluyen los intereses de los empresarios y las expectativas de la población en general.
Es así que en mayo de 1967 se realizan conversaciones con directivos de empresas, que concluyen en una entrevista con el Rector de la U.T.N. Sin embargo, estas gestiones resultaron infructuosas.
Un grupo de zarateños retomó la iniciativa, formando una comisión ad hoc. Esta se planteó como objetivo la creación de una universidad para la región, la cual se denominaría "del Paraná".
Las circunstancias y dificultades para la creación de una nueva universidad guiaron a esta Comisión de Zárate por el camino ya recorrido por los leones de Campana, de modo que hacia 1972 sendos grupos procuraban interesar al Ing. F. Colina, rector de la Universidad Tecnológica Nacional, para que se llevara a cabo la apertura de una dependencia de esa Universidad en sus respectivas ciudades.
A fines de ese año se conoció la salomónica decisión, plasmada en la Resolución del Rectorado N.º 670/72, que disponía la apertura en ambas ciudades del Anexo Delta, dependiente de la, en aquel entonces, Delegación General Pacheco de la U.T.N.
Las actividades académicas dieron comienzo en 1973, con el dictado de las carreras de Ingeniería Eléctrica e Ingeniería Mecánica, funcionando en la Escuela N.º 7 de Zárate y en la Escuela N.º 9 de Campana, dependientes de la Dirección General de Cultura y Educación de la Provincia de Buenos Aires.

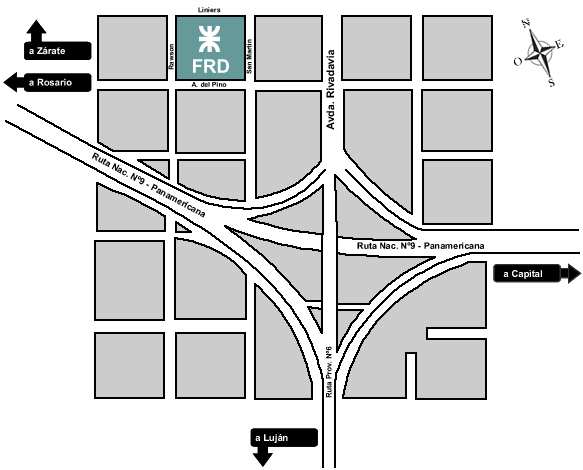
Acceso hacia la FRD.

En octubre de 1974 el Anexo Delta dependiente de la Delegación Gral. Pacheco, se convierte en la Delegación Delta, dependiente del Rectorado, al tiempo que se incorpora el dictado de la especialidad Ingeniería Química. En ese entonces la sede es trasladada al edificio compartido con la Asociación Dante Alighieri, en la esquina de Belgrano y Mitre, de Campana.
La Municipalidad de Campana dona el terreno en 1977, y la Fundación ESSO S.A. aporta los fondos necesarios para la construcción, con lo cual en 1981 se concreta el logro del edificio propio, habilitado para su funcionamiento en agosto de ese año. En el ínterin, por Ordenanza N.º 340 del 1º de abril de 1980, del Rectorado de la Universidad, pasa a ser Escuela de Ingeniería Delta.
Otra etapa destacable para esta casa de estudios fue el período de normalización de las universidades, que se inicia con el restablecimiento de la democracia en 1983, durante el cual se le otorgó el rango de Facultad Regional, mediante la Resolución N.º 2046 del Ministerio de Educación de la Nación, de fecha 17 de setiembre de 1984.
En 1987 comienza a dictarse la Carrera de Seguridad e Higiene Industrial que a partir de 1996 tomaría el nombre de Ingeniería Laboral.
En 1993 se crea en la Facultad la carrera de Ingeniería en Sistemas de Información, que contribuyó a dar nuevo impulso a las distintas actividades y determinó en parte el incremento sostenido del número de alumnos inscriptos.
El patrimonio en instrumentos, máquinas y equipos se incrementó significativamente en todos estos años, llevándose a cabo varias ampliaciones en el edificio, en los todos los sectores, en particular de aulas, laboratorios, biblioteca, centro de cómputos, oficinas, servicios y Centro de Energía y Ambiente.
El nivel de posgrado comienza un período de amplia expansión en el año 1996, con el inicio de la carrera Ingeniería Gerencial.
En 1997 se inicia la carrera de posgrado de Especialista en Docencia Universitaria, con más de 30 docentes de la casa cursando la misma.
Durante el año 2000 se incorpora a la oferta académica la carrera Lic. en Tecnología Educativa.
En 2001 inicia sus actividades la carrera de Especialista en Ingeniería Ambiental, mientras que se incorpora la Maestría en Administración de Negocios como continuación de la Especialización en Ingeniería Gerencial.
En todos los casos, los trayectos y los perfiles han obedecido a la interpretación de la demanda de la región de influencia.
Finalmente, cabe destacar también el crecimiento permanente de las actividades de los grupos de investigación, así como de los correspondientes a servicios de extensión hacia la comunidad, con múltiples implicancias en el desarrollo de esta Facultad Regional.
El origen, el contexto y su devenir, y la pertinencia institucional han ido modelando este presente de la Facultad Regional Delta, caracterizado por sus particulares desarrollos académicos, sus líneas de investigación y sus modos de relación con el medio.
Una característica distintiva de esta Institución es una adecuada proporción docente - alumnos, la cual determina en gran medida estilos de interacción que favorecen las relaciones persona a persona.
Por otro lado, y dado el contexto regional de la Facultad, con un elevado número de industrias radicadas en la zona, se presenta como característica relevante el perfil docente general: muy relacionado con la especialidad, con amplia experiencia profesional en las actividades propias de cada carrera, lo que ha permitido consolidar el nexo entre las disciplinas desarrolladas y el medio productivo.

## Instalaciones
Se trata de un edificio construido para su destino actual. En un terreno de 7.486 m² (una manzana) se desarrolla en dos plantas, con estructura de hormigón y cubierta superior de chapa. Los 4.780, m² libres de construcciones se hallan parquizados y, fuertemente forestados.
Del total edificado, (4.840 m²) la Planta Baja representa el 56% y el 44 %, la Planta Alta. Descontando circulaciones, muros e instalaciones, de la superficie útil de locales, las aulas ocupan el 41%, los laboratorios el 31% y los locales administrativos, y de servicios el 28%.
Las terminaciones predominantes en todo el edificio son: Ladrillo de ½ máquina a la vista, en exteriores, junto a hormigón visto, y Salpicrette planchado blanco en interiores. Los pisos predominantes son de calcáreo liso gris, si bien en algunos sectores se colocó cerámico gris. Los cielorrasos de interiores son placas termo-acústicas, tipo Spanacustic. En las circulaciones de planta baja se dejó el hormigón a la vista, y las galerías de planta alta tienen cielorraso de chapa trapezoidal pintada.
El edificio original cuenta con calefacción mediante piso radiante, en todos los locales de permanencia y trabajo. En las obras nuevas se utilizó calefactores de tiro balanceados. En las ampliaciones, en que se debió abandonar la orientación sur, para los aventanamientos, se recurrió al uso de cortinados y equipos de aire acondicionados individuales. El resto de locales cuentan con ventilaciones de techo.

## Carreras

### Grado
- Ingeniería en Sistemas de Información

- Ingeniería Eléctrica

- Ingeniería Química

- Ingeniería Mecánica

- Analista en Sistemas de Información

- Técnico Universitario en Química

### Posgrado
- Especialista en Ingeniería Gerencial

- Maestría en Administración de Negocios

- Especialista en Ingeniería Ambiental

- Especialista en Docencia Universitaria

- Maestría en Docencia Universitaria

- Ingeniería Laboral

- Doctorado en Ingeniería

- Especialista en Ingeniería en Control Automático

- Maestría en Ingeniería en Control Automático

- Maestría en Ingeniería Ambiental

### Postítulos
- Licenciatura en Tecnología Educativa